# 기계중학교 기북분교
기계중학교 기북분교(杞溪中學校 杞北分校)는 대한민국 경상북도 포항시 기북면 용기리에 있는 공립 중학교이다.

## 학교 연혁
- 1969년 12월 15일 : 기계중학교기북분교 설립인가
- 1970년 3월 7일 : 개교 및 입학
- 1971년 1월 15일 : 기북중학교로 승격
- 1999년 3월 1일 : 기계중학교기북분교장 인가
- 2023년 3월 1일 : 교장 윤은경 취임
- 2024년 1월 4일 : 제52회 졸업식(남 4명, 총계 2,527명)
- 2024년 3월 4일 : 입학식(남 1명, 여 2명 계 3명)

## 참고 자료
- 기계중학교 기북분교 - 한국교육학술정보원 학교알리미